# خرسون تورس
خرسون تورس (اسپانیایی: Gerson Torres‎؛ زادهٔ ۲۸ اوت ۱۹۹۷) بازیکن فوتبال اهل کاستاریکا است.
از باشگاه‌هایی که در آن بازی کرده‌است می‌توان به باشگاه فوتبال آمریکا اشاره کرد.
وی همچنین در تیم‌های ملی فوتبال زیر ۲۰ سال کاستاریکا، زیر ۲۳ سال کاستاریکا و کاستاریکا بازی کرده‌است.